# Pavel Orna
Pavel Orna (* 29. června 1951) je český podnikatel. Známý je jako někdejší vydavatel deníku Expres a průkopník českého bulvárního žurnalismu, jako majitel desítek domů na Kladně nebo jako stavitel a provozovatel historizujícího hradu v Červeném Újezdu s muzeem českého venkova.  

## Životopis
Na grafické škole se vyučil ručním sazečem. Po škole v polovině sedmdesátých let ve 25 letech nastoupil do jednoho nakladatelství jako pomocně technický redaktor. Žil s rodiči na Petřinách. Večerně si udělal vysokou školu. Pak dělal výtvarného redaktora, vedoucího výtvarného oddělení a šéfa obchodního odboru.
Po roce 1989 spolu s několika redakčními kolegy získal v privatizaci nakladatelství Novinář, v němž předtím pracoval jako redaktor a poté ředitel. V něm pak dál vydávali několik známých časopisů a především deník Expres, vše spíše bulvárního zaměření. Oficiálně však všude figurovalo jméno jeho manželky. Expres je označován za první bulvární deník v tehdejším Československu. K celostátnímu Expresu přibyl i regionální Kladenský expres. Protože Poštovní novinová služba jeho distribuci bojkotovala,  prodávali jej v Praze a okresních městech kameloti, kteří si pro výtisky jezdili do Prahy. Téměř celý rok 1990 neměl konkurenci a výše nákladu i zisků z reklamy prudce rostla. Dále vydával další regionální mutace Expresu a od prosince 1990 do dubna 1991 v Kladně vydával deník Severní DaR (dobře a rychle). Kromě deníku vydávali i napříkad Rodokapsy. Údajně se o něj zajímali poslanci, divili se, jak může jeden člověk ovládat tolik tištěných periodik, a báli se, že příliš ovlivní myšlení společnosti. Někteří z nich po něm prý i šli, ale nic na něj nenašli. Někteří ho chtěli koupit, ale brzy poznali, že je neprodejný. Když se na trhu objevil konkurenční Blesk, Orna v polovině 90. let nakladatelství výhodně prodal zahraničnímu vydavateli. Podmínku bylo, že převezme všechny redaktory a podobu dvou let se jich nezbaví.
Po prodeji nakladatelství začal na Kladně skupovat domy po celém Kladně, zejména na pěší zóně, rekonstruovat je a výhodně je pronajímat. Kladnu se kvůli tomu také přezdívalo Ornov.
Snažil se dávat městu návrhy na oživení centra Kladna, ale s reakcemi nebyl spokojen a postěžoval si na to, že na radnici je málo tvůrčích lidí, kteří by s dobrými nápady dokázali prorazit. V Ornových domech sídlily mnohdy prodejny Asiatů a herny. Vysvětloval to tím, že město nereagovalo na jeho nabídku uvolnit některé komerční prostory pro kavárny, restaurace, cukrárny. V rozhovoru pro Sedmičku deklaroval svoji snahu vytvořit z pěší zóny pěkné kladenské korzo, z nějž by postupně měly zmizet herny i prodejci podřadného textilu. Za doménu své podnikatelské činnosti označil obchody a restaurace. Pavel Orna vlastní spolu s manželkou 40 procent společnosti Orna Corporation, zbylí tři společníci mají každý pětinový podíl. V únoru 2024 společnost Orna Corporation nabízela soubor více než 30 bytových domů v centru Kladna prostřednictvím agentury M&M reality na prodej za 638 milionů korun, 6 budov společnost rozprodala již předchozího roku. Podle sdělení zástupce realitní kanceláře je panu Ornovi už přes 70 let, nemovitosti vlastní déle než 30 let a proto se rozhodl, že je chce prodat a rozdělit se se společníky a svými potomky. Město vyjádřilo zájem odkoupit památkově chráněný dům, ve kterém má své informační centrum.
O domech na pěší zóně, které skoupil, říkal, že byly bolševikem určeny k demolici, že v nich žili jenom cikáni a ti je totálně zdevastovali. Na rekonstrukční práce, nejhorší rumařinu, zaměstnal i stovky Romů. Trvalo mu prý dlouho, než se naučil s nimi a jejich mentalitou pracovat, například mu sami poradili, že jim nesmí vyplácet mzdu předem. Říká, že s nimi vychází, protože se nad ně nepovyšuje.
V 90. letech přišel s nápadem, že by si pronajal hrad Křivoklát a pořádal tam pro návštěvníky středověké hry. Návrh byl ředitelstvím zamítnut a Orna reagoval tím, že si tedy postaví hrad doma na zahradě. Během několika let (v roce 2001) vybudoval v Červeném Újezdě gotický vodní hrad. Součástí hradu je muzeum českého venkova, které má přiblížit život mezi 17. a 20. stoletím, v zahradě je skanzen s replikami dobových staveb.
Zastával názor, že podnikatel by neměl v obci, kde podniká, být politikem. V Červeném Újezdě byla po tři volební období místostarostkou jeho manželka.